# Cryptocyclops uviranus
Cryptocyclops uviranus – gatunek widłonoga z rodziny Cyclopidae. Jako pierwszy opisał go w 1958 roku niemiecki zoolog Friedrich Kiefer.